# Roberto Latorre Medina
Roberto Latorre Medina (Cusco, 2 de junio de 1897-1 de abril de 1949) fue un periodista peruano animador de la cultura de los inicios del siglo XX en Cuzco.

## Biografía
Sus padres fueron José Manuel Latorre y María Josefa Medina. Se casó con Tula Luna, con quien tuvo dos hijas: Miryam e Irma. Asimismo, tuvo un hijo con Haydeé Sivirichi Pezúa, Jorge Roberto Latorre Sivirichi, quien nació el 20 de febrero de 1946.
Hizo sus estudios secundarios en el Colegio Nacional de Ciencias, luego los superiores en la Universidad de San Antonio Abad, ambos en Cusco.
El “pato” Latorre, como lo llamaban cariñosamente sus amigos, fue un intelectual de primera fila, y como lo describen sus contemporáneos, un hombre de especial temperamento y amplitud de espíritu. Amigo de toda clase de personas, conocedor profundo del alma humana, su sensibilidad exquisita lo llevó a concebir el Socialismo como la panacea universal para solucionar todos los problemas del hombre.

## Actividades
- Fundó el semanario El ideal en 1911.
- En el año de 1913 trabajó en El sol como tipógrafo.[2]
- Viajó a La Paz, Bolivia en 1916, donde trabajó como obrero empacador en una fábrica de velas. De regreso al Perú, fue cronista de El sol en 1917, llegando a ser jefe de informaciones de este diario en 1921.
- Entre los años de 1927-28, fue jefe de redacción de El sol.
- En 1924, fundó la famosa revista Kosko, de la cual fue director. La revista fue clausurada en enero de 1926, por el gobierno de Leguía que confinó a su director y propietario en la Isla de San Lorenzo.[3]

Kosko fue una revista literaria y polémica. ... Apareció en el Cusco el 19 de mayo de 1924, como publicación semanal y su primera época se prolongó hasta noviembre de 1925. ... dicha revista fue fundada por un personaje original, bohemio y contestatario, el periodista e impresor Roberto Latorre Medina. Los directores formales de la revista fueron, primero Luis Severo Yabar (director literario) y luego Luis Felipe Paredes Obando, abogado ye intelectual ligado a la generación de 1909. Por otra parte Kosko se autocalificaba como revista marxista, aunque no excluía de sus páginas artículos de orientación ideológica diferente pero de contenido crítico al poder político imperante en el país.
 Valladares Quijano, M. Las letras que forjaron el indigenismo cusqueño. (pág. 42)

. La importancia de esta revista ha sido estudiada y difundida por José Tamayo Herrera, con mayor profundidad, en su libro El Cusco del oncenio: Un ensayo de historia regional, a través de la fuente de la revista Kosko (Cuadernos de Historia)", editado por la Universidad de Lima el año 1989.
- Entre los años de 1927-28, fue animador y colaborador de la revista Kuntur editada por estudiantes y maestros universitarios actores de la huelga universitaria del 27.
- En junio de 1929, ingresó a la primera Célula Comunista del Cusco.[1]